# Colletes himalayensis
Colletes himalayensis är en biart som beskrevs av Kuhlmann 2002. Colletes himalayensis ingår i släktet sidenbin, och familjen korttungebin. Inga underarter finns listade i Catalogue of Life.